# Roger Chandler (MP)
Roger Chandler (falecido em 1401 ou depois) foi um membro do parlamento inglês.
Ele foi um membro (MP) do Parlamento da Inglaterra por Southwark em fevereiro de 1383 e em setembro de 1388.